# Славко Попантовски
Славко Попантовски (на македонска литературна норма: Славко Поп Антовски) е югославски партизанин, деец на комунистическата съпротива през Втората световна война, агроном, политик и университетски преподавател.

## Биография
Роден е на 22 ноември 1913 година в град Прилеп. Включва се в НОВМ през 1941 година. Завършва Земеделски факултет в Белград. Делегат е на Първото заседание на АСНОМ. След Втората световна война става помощник-министър по земеделието и горите на Социалистическа република Македония. Става член на Съюзния съвет на Югославия за научна работа. Народен представител в Събранието на СРМ. Става декан на Земеделско-горския факултет на Скопския университет.